# Pavillon Saint-Vigor

Le pavillon Saint-Vigor est une demeure historique se trouvant à Viroflay, dans le département des Yvelines, en France.

## Historique
C'est un édifice classique construit en 1770 par un élève de l'architecte Gabriel. Il appartenait à la famille de l'ancienne nourrice de Louis XV, Marie-Madeleine Mercier (née Bocquet). Le roi anoblira ses descendants qui deviendront « de Saint-Vigor » et s'installeront à Viroflay.
Jadis, une demi-lune permettait l'évolution des carrosses et s'étendait environ sur l'emplacement où furent plantés en 1794 deux peupliers : « arbres de la liberté »,.
Inscrit monument historique en 1945 et 1946, il fut quasiment abandonné pendant une trentaine d'années jusqu'à ce qu'en 2004, les nouveaux propriétaires procèdent à sa restauration.

## Description

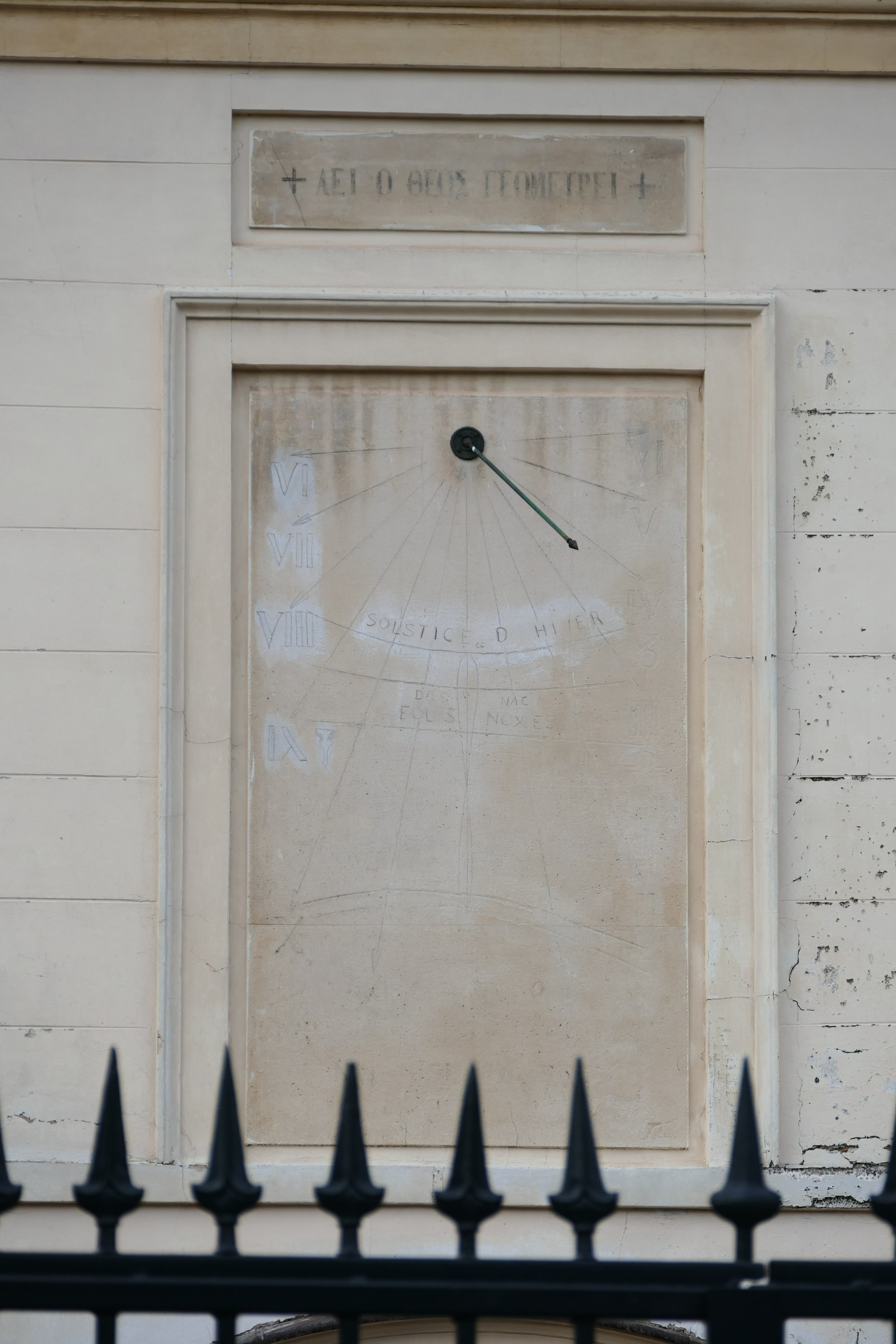
Le cadran solaire.

Le bâtiment central est relié à deux pavillons par des colonnades. La façade sur le jardin comprend un péristyle dorique avec fenêtre à fronton triangulaire. Une partie du parc qui entourait cette demeure est devenue la résidence dite du « Clos Saint-Vigor ».
Le parquet du salon, brûlé par les Allemands qui occupaient la propriété pendant la Seconde Guerre mondiale, provient aujourd'hui de la galerie des Glaces du château de Versailles.